# Mes meilleurs copains
Pour les articles homonymes, voir Mes meilleurs copains (homonymie).
Pour plus de détails, voir Fiche technique et Distribution.
Mes meilleurs copains est un film français réalisé par Jean-Marie Poiré, sorti en 1989.

## Synopsis
Approchant la quarantaine, Richard, Jean-Michel, Guido, Antoine et Dany, amis de vingt ans, ont perdu les idéaux de leur jeunesse après la dissolution du groupe de rock qu'ils avaient monté au début des années 1970. À l'occasion du retour en France de la chanteuse du groupe, Bernadette, qui les avait quittés pour réussir une carrière internationale, tous les six se retrouvent et évoquent leurs souvenirs communs, mais aussi quelques vieilles rancunes.

## Fiche technique
- Titre : Mes meilleurs copains
- Réalisation : Jean-Marie Poiré
  - Assistant réalisateur : Michel Such
- Scénario : Jean-Marie Poiré et Christian Clavier
- Musique : Michel Goglat
- Photographie : Claude Agostini
  - Cadrage : François Amado
- Son : Jacques Jullian
- Montage : Michèle David, Catherine Kelber et Adeline Yoyotte
- Décors : Hugues Tissandier
- Costumes : Martine Rapin
- Coproduction : Christian Fechner et Films A2
- Pays d'origine :  France
- Genre : comédie
- Durée : 110 minutes
- Date de sortie :
  - France : 1er mars 1989

## Distribution
- Gérard Lanvin : Richard Chappoteaux, chef d'entreprise
- Christian Clavier : Jean-Michel Thuillet, dentiste (aussi narrateur du film)
- Jean-Pierre Bacri : Eric Guidolini dit Guido, directeur marketing chez Contrex
- Philippe Khorsand : Antoine Jobert, metteur en scène
- Louise Portal : Bernadette Legranbois, chanteuse célèbre
- Jean-Pierre Darroussin : Daniel Pécoud dit Dany, employé de Richard
- Marie-Anne Chazel : Anne, compagne de Jean-Michel
- Didier Pain : Lou Bill Baker, manager et époux de Bernadette
- Jérôme Berthoud : Fetuccino
- Élisabeth Margoni : Monique
- Marie-France Duhoux : Sabine de Montmirail
- Jacques François : M. Thuillier, père de Jean Michel
- Didier Kaminka : le patient d'Anne
- Naël Kervoas : Manuela, italienne et ex femme de Dany
- Cyril Gabrial : Sébastien (fils de Dany)
- Jean-Philippe Bèche : David (maquilleur de Bernadette)
- Thierry Liagre : le barman
- Jean-Marie Poiré : Monsieur Lagache (présent furtivement de dos)
- Sandrine Caron : Virginie
- Yolande Gilot : Carole, la femme de Richard
- David Abensour
- Catherine Balbeur
- Pierre Belot
- Micheline Bourday
- Yohanna Dahan : fille de Richard
- Philippe Dehesdin
- Max Delor
- Yves Gabrielli
- Jerôme Garcia
- Mathieu Guez : Jean-Michel adolescent
- Ross Hutchinson
- Pacôme Lagneau
- Stéphane Legros
- Thomas Mélanie
- Marie-Thérèse Orain
- Yvette Petit : l'épicière
- Guy Saint-Jean
- Michel Such : un gendarme (il est également assistant réalisateur)
- Hervé Truffaut
- Yann Zenou : fils de Richard
- Sophie Durin : la fille dans l'escalier à la boum

## Personnages
- Jean-Michel : bassiste du groupe, fils de chirurgien dentiste, il est devenu dentiste lui-même, ayant décidé de suivre les traces de son père par culpabilité de s'être fâché avec lui avant sa mort. Fou amoureux de Bernadette, choriste du groupe, il n'a jamais jamais pu coucher avec, ce qui hante sa vie sentimentale depuis 15 ans. Il nourrit l'espoir de conclure enfin, lors du week-end de retrouvailles, encouragé par sa compagne actuelle psy, qui voit là le moyen qu'il fasse enfin table rase du passé.
- Bernadette : choriste et égérie du groupe, véritable sex-symbol et peu pudique, elle était au départ la compagne d'Antoine, puis la maîtresse de Richard, et l'occasion manquée de Jean-Michel, avant de partir pour le Québec ; elle est la seule à être devenue une star, après avoir été repérée par le manager Lou Bill Baker, qui l'a ensuite épousée. De retour en Europe pour une tournée, elle retrouve ses anciens amis lors d'un concert à l'Olympia, et passe un week-end en leur compagnie, après s'être battue avec Lou Bill.
- Richard : batteur du groupe, il est désormais chef d'une petite entreprise de sanitaire, bien installé, voire embourgeoisé, dans une vaste maison de campagne aux abords de Paris. Marié et père de deux enfants, il a également accueilli Dany et son fils Sébastien. Grand coureur de jupons durant sa jeunesse, et amant fougueux de Bernadette, ses amis doutent de lui lorsqu'il se dit à présent « fidèle et équilibré » depuis qu'il vit avec Carole, sa compagne actuelle.
- Guido : chanteur du groupe, il a fait la connaissance de quelques-uns de ses amis au lycée Carnot ; après une période de séparation, il les a retrouvé après un voyage en Italie, d'où il a ramené Fetuccino et une femme avec qui il forme un ménage à trois. Ses amis se sont alors rendu compte de son homosexualité. Après une vie mouvementée, il est devenu directeur du marketing de l'eau minérale Contrex et avoué avoir « fait vœu d’abstinence » depuis 6 ans pour éviter d'attraper le sida. Il pratique le sport à outrance afin de compenser son manque et calmer ses frustrations.
- Antoine : compagnon initial de Bernadette, c'est par elle qu'il a fait la connaissance des autres, et les a intégrés à sa compagnie de théâtre contestataire, faisant (sans grand succès) la tournée des usines. Puis il les a convaincus que leurs idées pourraient passer plus facilement par la musique que par le théâtre, et a ainsi été à l'origine du groupe. Désormais revenu au théâtre, il met en scène sa propre fiancée dans un torride Roméo et Juliette. Feignant l'indifférence face aux tromperies des femmes qu'il a eues au cours de sa vie, il est pourtant maladivement jaloux, ce qui le conduit à des comportements parfois extrêmes.
- Dany : très bon guitariste, il a été découvert par les autres membres du groupe alors qu'il jouait un solo en pleine rue. Personnage lunaire, il est hébergé avec son fils Sébastien par Richard et lui rend quelques services comme livreur, au lieu de faire carrière dans le monde musical. Il est très zen voire désinvolte, ce qui lui pose quelques problèmes dans une société qu'il qualifie de « flippée ». Venant de se faire voler une camionnette et son chargement, il ne s'en fait pas pour autant : « Y'a pas mort d'homme ! ». Cette réplique devenue culte est entrée dans le langage courant[1].
- Anne : compagne actuelle de Jean-Michel, elle est psychanalyste, et c'est en cette qualité qu'elle lui conseille vivement de coucher avec Bernadette, afin qu'il puisse, selon elle, solder définitivement son passé amoureux.
- Lou Bill Baker : manager québécois aux allures de proxénète, il est amateur de voitures de luxe, et c'est d'ailleurs au volant d'une Rolls-Royce qu'il a découvert le groupe et lui a proposé d'enregistrer une maquette. Cette proposition visait en fait à débaucher Bernadette, la seule qu'il juge avoir du talent, avec Dany qu'il lui a proposé d'emmener avec elle au Canada ; mais elle a refusé, arguant que c'était soit tout le groupe, soit personne (Dany confirmant à la fin que s'il avait connu l'offre de Lou, il ne serait pas parti sans les autres).

## Production

### Genèse, développement, scénario
Jean-Marie Poiré explique que Mes meilleurs copains « est un film incroyablement autobiographique [...] J'étais chanteur dans un groupe The Frenchies. [...] J'avais commencé à chanter en Amérique, en faisant des chansons en anglais, et ils m'ont emmené avec eux dans cette aventure parce que j'avais un look qui n'existait pas en France. [...] Je faisais des soirées aux États-Unis dans lesquelles je montrais des films en 8mm en double exposition souvent un peu pornographiques avec des copines et copains à moi tous très jolis et souvent assez nus (sourire). [...] J'étais poursuivi par un jeune homme qui travaillait pour United Artist et qui me disait : ils sont tous mauvais, il n'y a que toi qui est bien ! Pourquoi tu ne signes pas avec moi et je t'emmène ? [...] J'avais une interview pour le New Musical Express, le journal du rock en Angleterre, par Nick Kent, la star des journalistes. Il arrive ivre mort et laisse sa jolie copine en bas avec le groupe. [Pendant l'interview] il descend une bouteille de champagne en 10 minutes et me dit “ il y en a plus ? ”. [Je descend en chercher une autre et] je vois mon bassiste en train de sauter sa fiancée. Assez gênant comme situation. [...] Elle n'est jamais revenue à l'hôtel puisqu'elle est restée avec nous, et elle chantait très bien. Alors quand je leur ai annoncé que je [quittais le groupe je leur ai proposé de chanter] avec Chrissie. Elle est devenue pour un soir la chanteuse du groupe, mais ça n'a pas marché et elle retournée en Amérique. L'année suivante elle était numéro un mondial ! C'était la chanteuse des Pretenders, Chrissie Hynde ».

### Choix des interprètes
Jean-Marie Poiré explique « J'ai écrit le film pour Bette Midler et voulais faire le film en anglais, mais Christian Fechner (producteur) n'a pas voulu, il préférait une chanteuse canadienne [et un film en français]. [...] Le fil conducteur du film c'était Daniel Pécoud : la passion contre la réussite, quelqu'un qui préfère l'amitié à la réussite. [...] C'est ce personnage qui nous a donné envie d'écrire le film [inspiré] d'un mec très gentil, "Moustique", qui était mon photographe de plateau sur Twist again à Moscou. J'avais écrit le rôle pour Michel Blanc mais il ne s'est pas senti de faire cette composition : il voulait bien le jouer mais pas faire la voix de Moustique. Alors j'ai fait des essais avec énormément de gens, et à la fin il n'en restait que trois : Patrick Bouchitey qui fait admirablement les voix notamment les émissions avec des dialogues d'animaux très drôles, Gilles Gaston-Dreyfus qui la faisait le mieux, et Jean-Pierre Darroussin qui la faisait pas mal mais était le plus sincère. ». Thierry Lhermitte était pressenti pour le rôle de Guido. À noter une apparition de Jean-Marie Poiré dans le rôle de Monsieur Lagache, cependant on ne l'apercevra que de dos et sur un vélo pendant quelques secondes.

## Musique
- With a little help from my friends par Joe Cocker de 1969.
- Walk on the Wild Side par Lou Reed de 1972.
- We Love You par The Rolling Stones de 1967.
- Working Class Hero par John Lennon de 1970.
- Jeux interdits par Narciso Yepes de 1951.
- Marche de Sacco & Vanzetti d'Ennio Morricone et Georges Moustaki de 1971.
- Letters, Gypsy girlfriend, Honey, I don't care, Revolution 1, Revolution 2, Surprise partie, paroles de Jean-Marie Poiré, musique de Michel Gloglat.
- Le Come back de miss rock, paroles de Jean-Marie Poiré, musique de Michel Gloglat, chanté par Louise Portal, 1989.

## Accueil
Le film ne rencontre pas un grand succès lors de sa sortie en salle (seulement près de 360 000 entrées). Jean-Marie Poiré explique que le public était dérouté car il s'attendait à une comédie dans la lignée de ses précédents films, comme Papy fait de la résistance, incompréhension renforcée par la bande annonce, et que « Si le film avait été signé par Téchiné par exemple ça aurait été un tabac : ah, voilà, on se marre ! (rire) ». Mais devient culte au fil des rediffusions à la télévision et est aujourd'hui considéré comme le meilleur film d'amitié de ces 30 dernières années. Il peut être comparé à Nous nous sommes tant aimés de Ettore Scola, plus politique, où l'un des protagonistes conclut « Nous voulions changer le monde, mais le monde nous a changés ! »
Le numéro 55 de la revue Schnock est consacré au film.

## Analyse
- Lors du passage dans l'entrepôt, quand Guido retrouve ses amis d'enfance, on peut apercevoir un disque de Lou Reed dont le titre Walk on the Wild Side apparaît plusieurs fois dans la bande-son du film.
- Dans une scène, Guido présente à Jean-Michel et Bernadette une de ses amies, Monique, elle-même accompagnée d'une amie se nommant Sabine de Montmirail. Le nom De Montmirail sera repris en 1993 dans le film Les Visiteurs pour les rôles interprétés par Jean Reno et Valérie Lemercier.
- À 1 h 17 du film, on peut entendre des répliques extraites du film Papy fait de la résistance, réalisé par Jean-Marie Poiré en 1983. Le film est censé être diffusé à la télévision, mais ce sont d'autres images que l'on voit à l'écran. De plus, les extraits sont montés dans le désordre.

### Erreurs et incohérences
- Lors du passage après la dispute entre Richard et Antoine, Antoine fait son lit. La bibliothèque derrière lui est différente de la bibliothèque vue dans la même chambre plus loin dans le film, lorsque Jean-Michel cherche désespérément des préservatifs et qu'Antoine lui reproche l'attitude de son personnage dans le manuscrit de Jean-Michel Nous avons tant aimé Barbara : en effet, les livres de l'étagère juste au-dessus de la poignée de la porte sont majoritairement rouges, alors qu'au premier passage dans la chambre ils sont tous noirs.
- Lors du passage dans le salon, quand Dany commente la bagarre dans le café, Guido dit "je ne vois pas l'intérêt, passé un certain âge, de continuer à se bousiller la santé", Dany le regarde bouche bée, totalement immobile. La seconde d'avant, celui-ci boit tranquillement une gorgée de bière.
- Lors du passage dans la cuisine, pendant le débat sur les drogues douces, l'horloge du four n'indique pas toujours la même heure, dans une suite illogique (par moments l'heure est antérieure à la scène précédente).
- Lorsque Carole ouvre la chambre de son fils, où a dormi Dany, la pancarte accrochée à la porte tombe. Dans le plan suivant, cette pancarte est toujours accrochée à la porte.